# Jack Brabham
Sir John Arthur "Jack" Brabham (Hurstville, 2 april 1926 – Gold Coast, 19 mei 2014) was een Australisch autocoureur, die in 1959, 1960 en 1966 wereldkampioen Formule 1 was.

## Loopbaan
Jack Brabham werd geboren in Sydney als zoon van een naar Australië geëmigreerde kruidenier. Hij stopte met zijn school op vijftienjarige leeftijd om in een garage te gaan werken. Tijdens de Tweede Wereldoorlog diende hij in de Royal Australian Air Force. Na de oorlog opende hij zijn eigen kleine garage.
Daarnaast begon hij ook met racen. In zijn eerste seizoen in de klasse 'Midget Cars' werd hij meteen kampioen van New South Wales. In dat seizoen ging hij tevens samenwerken met Ron Tauranac.
In 1955 debuteerde Brabham in de Formule 1 tijdens de Grand Prix van Groot-Brittannië. Hij reed die wedstrijd in een Maserati. In 1956 stapte hij over naar het Cooper Car Company-team, waarbij hij in 1959 en 1960 wereldkampioen werd in een Cooper-auto met motoren van Coventry-Climax.
Met een aangepaste versie van de auto uit 1960 deed Brabham mee aan de bekende Indianapolis 500 in 1961. Deze kleine auto zorgde vooraf voor hilariteit onder de andere teams, maar de auto finishte als negende na enige tijd op de derde plaats te hebben gelegen.
In 1961 richtte Brabham samen met Ron Tauranac het team Brabham (officieel Motor Racing Developments Ltd.) op. In dat jaar was net de regel ingevoerd dat de motor van een Formule 1-auto een maximale inhoud van 1500 cc moest hebben. Deze regel pakte in eerste instantie slecht uit voor Brabham en hij won geen enkele race met zijn auto. In 1964 pakte Dan Gurney de eerste overwinning voor het Brabham team. Toen in 1966 de maximale motorinhoud werd verhoogd naar 3000 cc, werd Brabham direct weer kampioen en werd hij verkozen tot Australiër van het jaar. Het jaar erop werd zijn teamgenoot Denny Hulme wereldkampioen. Eind jaren 60 raakte Brabham meerdere keren gewond en hij wilde afscheid nemen van het autoracen. Zonder dat hij topcoureurs had kunnen vinden voor zijn team, reed hij nog één jaar mee. Na de Grand Prix van Mexico in 1970 stopte hij definitief. Hij verkocht enige tijd later zijn aandeel in het Brabham-team aan Tauranac en keerde terug naar Australië.
In 1979 werd hij geridderd en in 1990 werd Brabham opgenomen in de International Motorsports Hall of Fame.
Brabham overleed in 2014 op 88-jarige leeftijd. Zijn drie zonen Geoff, Gary en David zijn ook actief geweest in de racesport.

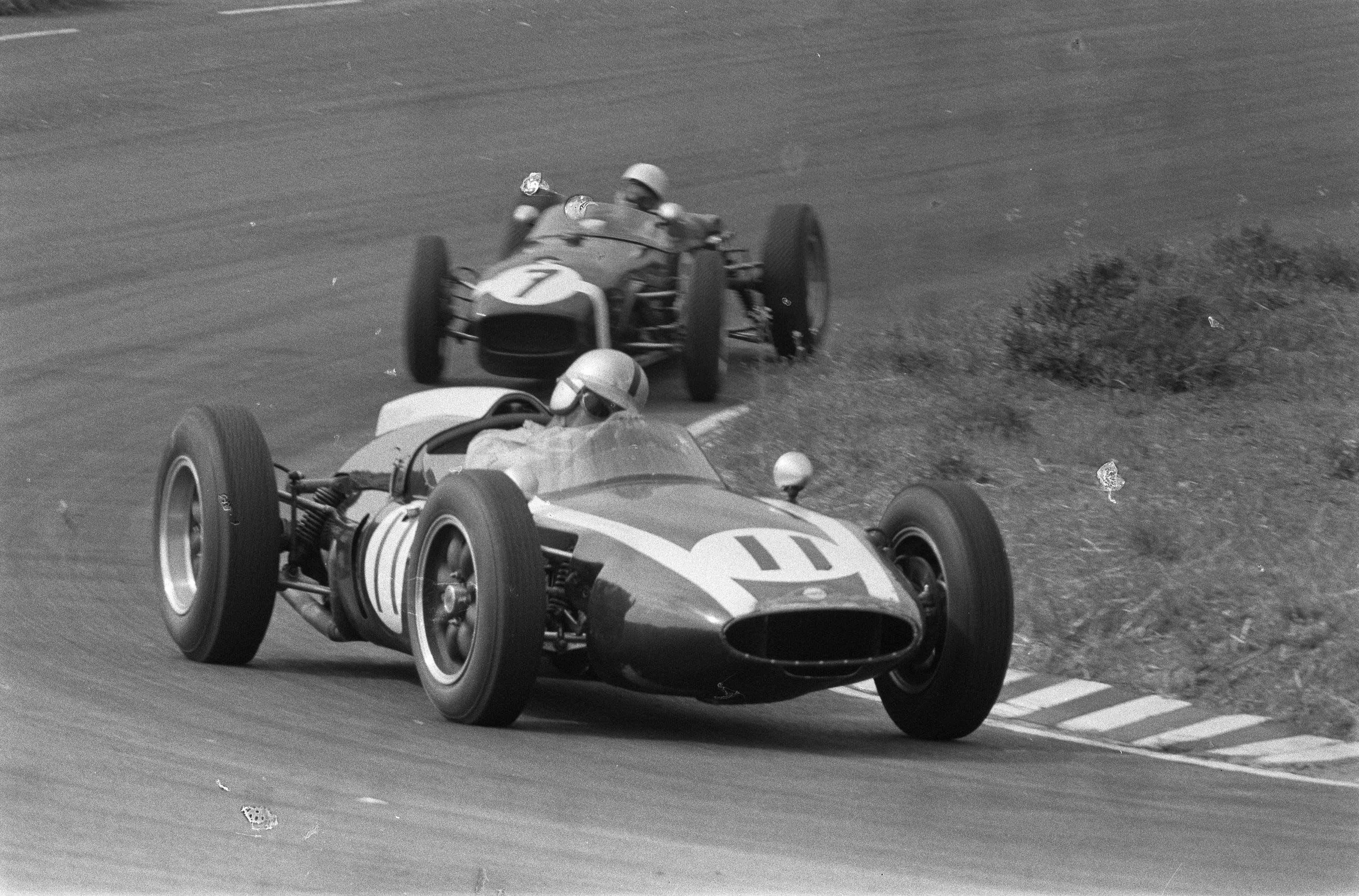
Onderaan de Hunzerug tijdens de GP van Nederland, 1960.
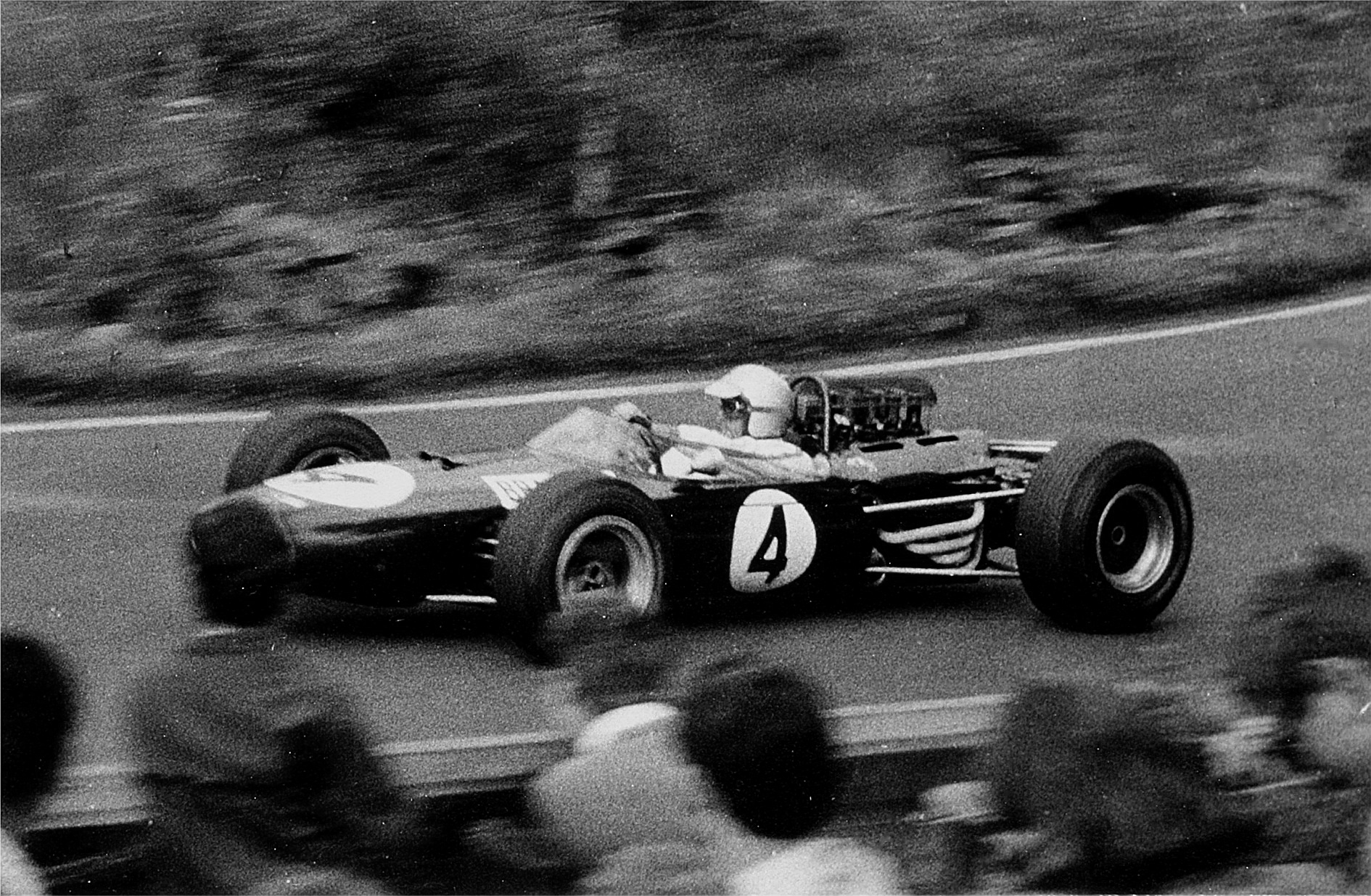
Jack Brabham op de Nürburgring, 1965

## Formule 1 resultaten
| Seizoen | Team                                      | Chassis              | Races | Over- winningen | Pole Positions | Podiums | Punten | Rang |
| ------- | ----------------------------------------- | -------------------- | ----- | --------------- | -------------- | ------- | ------ | ---- |
| 1955    | Cooper Car Company                        | Cooper T40           | 1     | 0               | 0              | 0       | 0      | -    |
| 1956    | Jack Brabham                              | Maserati 250F        | 1     | 0               | 0              | 0       | 0      | -    |
| 1957    | Cooper Car Company Rob Walker Racing Team | Cooper T43           | 5     | 0               | 0              | 0       | 0      | -    |
| 1958    | Cooper Car Company                        | Cooper T45           | 9     | 0               | 0              | 0       | 3      | 18   |
| 1959    | Cooper Car Company                        | Cooper T51           | 8     | 2               | 1              | 5       | 31     | 1    |
| 1960    | Cooper Car Company                        | Cooper T53           | 8     | 5               | 3              | 5       | 43     | 1    |
| 1961    | Cooper Car Company                        | Cooper T58           | 8     | 0               | 1              | 0       | 4      | 11   |
| 1962    | Brabham                                   | Lotus 24 Brabham BT3 | 8     | 0               | 0              | 0       | 9      | 9    |
| 1963    | Brabham                                   | Brabham BT7          | 10    | 0               | 0              | 1       | 14     | 7    |
| 1964    | Brabham                                   | Brabham BT11         | 10    | 0               | 0              | 2       | 11     | 8    |
| 1965    | Brabham                                   | Brabham BT11         | 6     | 0               | 0              | 1       | 9      | 10   |
| 1966    | Brabham                                   | Brabham BT19         | 9     | 4               | 3              | 5       | 42     | 1    |
| 1967    | Brabham                                   | Brabham BT24         | 11    | 2               | 2              | 6       | 46     | 2    |
| 1968    | Brabham                                   | Brabham BT26         | 11    | 0               | 0              | 0       | 2      | 23   |
| 1969    | Brabham                                   | Brabham BT26A        | 8     | 0               | 2              | 2       | 14     | 10   |
| 1970    | Brabham                                   | Brabham BT33         | 13    | 1               | 1              | 4       | 25     | 6    |

### Overwinningen
| Nr. | Grand Prix                      | Jaar | Team               |
| --- | ------------------------------- | ---- | ------------------ |
| 1   | Grand Prix van Monaco           | 1959 | Cooper Car Company |
| 2   | Grand Prix van Groot-Brittannië | 1959 | Cooper Car Company |
| 3   | Grand Prix van Nederland        | 1960 | Cooper Car Company |
| 4   | Grand Prix van België           | 1960 | Cooper Car Company |
| 5   | Grand Prix van Frankrijk        | 1960 | Cooper Car Company |
| 6   | Grand Prix van Groot-Brittannië | 1960 | Cooper Car Company |
| 7   | Grand Prix van Portugal         | 1960 | Cooper Car Company |
| 8   | Grand Prix van Frankrijk        | 1966 | Brabham            |
| 9   | Grand Prix van Groot-Brittannië | 1966 | Brabham            |
| 10  | Grand Prix van Nederland        | 1966 | Brabham            |
| 11  | Grand Prix van Duitsland        | 1966 | Brabham            |
| 12  | Grand Prix van Frankrijk        | 1967 | Brabham            |
| 13  | Grand Prix van Canada           | 1967 | Brabham            |
| 14  | Grand Prix van Zuid-Afrika      | 1970 | Brabham            |

## Boeken
- Brabham, Jack; Nye, Doug (2004), The Jack Brabham Story, Salamander Books Ltd. ISBN  0-9577060-30